# Charlie Green
Pour les articles homonymes, voir Green.
Charlie Green (dit Big) était un tromboniste américain de jazz (Omaha (Nebraska), 1900 - New York, 1936).

## Biographie
Il est l'un des tout  premiers solistes de jazz. Il commence à jouer à Omaha (de 1920 à 1923), puis est engagé dans l'orchestre de Fletcher Henderson (juste avant l'arrivée de Louis Armstrong) de juillet 1924 à avril 1926 et plus tard, de 1928 aux printemps 1929). Il est décrit comme un joueur de blues exceptionnel, qui savait aussi swinguer. Il accompagne Bessie Smith sur ses morceaux les plus célèbres (dont les "Trombone Cholly") dans les années 1920.
Il jouera également avec les orchestres de Benny Carter (1928-1931 et 1933), de Chick Webb (entre 1930 et 1934), de Jimmie Noone (1931), de Don Redman (1932), et enfin avec Kaiser Marshall. En 1928 Green a joué avec l'orchestre de la revue Keep Shufflin' avec 
Fats Waller et James P. Johnson.
Il meurt prématurément de froid sur le pas de sa porte.

## Discographie

### Enregistrements
- Jackass blues (avec Henderso, 1926)
- Trombone cholly (avec Bessie Smith, 1927)